# BlazBlue: Continuum Shift (videojuego)
BlazBlue: Continium Shift es un juego de lucha lanzado en 2009 por Arc System Works como una secuela oficial a BlazBlue: Calamity Trigger. Como el juego anterior, el juego llegó a arcades antes que las versiones de Xbox 360 y PlayStation 3, el juego fue lanzado para el sistema de arcades Taito Type X2, con una proporción de 16:9  y una resolución de 768p.
Las revisiones tituladas BlazBlue: Continuum Shift II y BlazBlue: Continuum Shift Extend fueron lanzadas a los arcades entre 2010 y 2011. Más tarde fueron porteados a PlayStation 3, PlayStation Portátil, Nintendo 3DS, y Windows.

## Jugabilidad
BlazBlue: Continuum Shift conserva el estilo tradicional en 2D donde se enfrentan dos personajes en un plano bidimensional. Un encuentro puede consistir de una a 5 rondas, conocidas como "rebels". Para ganar una ronda, un jugador debe reducir la barra de vida del otro a 0 infligiendo daño a través de varios ataques o manteniendo una mayor cantidad de vida después de que el tiempo de la ronda termine. Durante cada ronda, los jugadores llenan una barra de tensión que pueden usar para técnicas avanzadas, como los movimientos super, "cancelaciones", contraataques y ataques especiales de ciertos personajes. La barra de tensión puede ser llenada causando daño al oponente y recibiendo daño. Aun así, algunas mecánicas han sido cambiadas o completamente modificadas. El sistema de guardia del primer juego fue reemplazado con un nuevo sistema de guardia. Cada personaje tiene un número de puntos (ejemplo. Tager tiene un máximo de 10 primer puntos mientras que personajes como Carl o Ragna tienen 4 y 5 respectivamente). Estos puntos se van agotando siempre  que algún movimiento con la propiedad de "romper la guardia" sea bloqueado. Después de que todos los puntos se gastan, el personaje quedará inmovilizado por un periodo corto de tiempo, dejándolo vulnerable a ataques, esto es conocido como "guard crush". La barra de bloqueo puede ser usada para cubrirse para prevenir gastar todos los puntos. Los puntos regeneran con el tiempo o después de que todos fueron gastados.
La barra de "Burst"  fue reemplazado con la , una capacidad similar pero con penas diferentes. El "Break Burst" sólo puede ser usada dos veces en una partida y su segundo uso solo se vuelve disponible si el jugador ha perdido un round. Ya no drena de manera permanente la barra de protección o le da al jugador el estado de "peligro". Un burst sin usar es obligatorio para poder habilitar el uso de un "astral heat". Los "Burst" tienen diferentes propiedades dependiendo en qué momento y como son usados, si se usa de manera ofensiva el "Burst dorado" será muy viable para hacer combos, mientras que de un modo defensivo, el "Burst verde" otorga un periodo de invencibilidad, al costo de reducir el aguante contraataques. Ese aguante perdido no se regenerará hasta el siguiente round.
Las condiciones para usar un "Astral heat", un deslumbrante movimiento final, cambiaron con respecto al juego anterior. En lugar de solo poder activarse en el último round, teniendo la barra de tensión llena al 100% y con la barra de vida del adversario reducida al 20% o menos, ahora solo necesita ser el punto para que el jugador gane el encuentro y que el adversario tenga un 35% de vida o menos, además del requisito de un burst sin usar. El juego ha experimentado con diferentes mecánicas de su predecesor. Continuum Shift presenta a ocho personajes nuevos: Tsubaki Yayoi y Hazama (en la versión de Arcada), Mu-12 (exclusivo de consola), Makoto Nanaya, Valkenhayn R. Hellsing, Platinum la Trinidad y Relius Clover (personajes lanzados como DLC); Lambda-11 reemplaza a Nu-13; y hay balances en los personajes anteriores con movimientos nuevos o alterados. El juego también presenta nuevo arte de los personajes, modos de juegos nuevos y anteriores y una continuación de la historia.

## Trama
La historia del juego trascurre después de los acontecimientos de BlazBlue: Calamity Trigger. Han pasado unos días desde la última vez que se vio a Ragna the Bloodedge, La 13.ª Ciudad Jerárquica "Kagutsuchi" lo ignora para celebrar año nuevo, cuando su implicación alegada en el "Misterioso Bombardeo" y "Enorme Pentacle los avistamientos" suenan con más ruido. Con el NOL negándose a dar explicaciones, los ciudadanos empiezan a alzar la voz, haciendo teorías y esparciendo rumores. Completamente indiferente al estado de la ciudad, Ragna empuña su espada y tranquilamente espera su momento para alcanzar su objetivo verdadero, y entonces, el enorme "poder" que resguarda Ragna se empieza a activar.

## Personajes
Los 12 personajes presentes en BlazBlue: Calamity Trigger regresan para Continuum Shift. Siendo un total de 20 personajes jugables. Los personajes incluidos en Continuum Shift son:
- Tsubaki Yayoi: Amiga de la infancia de Jin y Noel de la Academia Militar y miembro la división 0 del NOL. Es descrita como una estudiante derecha, con una personalidad sensible. Ella es muy seria y reservada, siendo miembro de la dignificada familia Yayoi.
- Hazama: El sombrío capitán de la división de inteligencia del NOL y el supervisor de Noel quién apareció como NPC en Calamity Trigger, se revela que es un humano artificial para contener el espíritu de Yuki Terumi, uno de los Seis Héroes y el antagonista de serie, antes de ser su propia persona antes de los acontecimientos de Central Fiction.
- Lambda-11 (Λ-11- / Λ -Núm. 11-): Una unidad Murakumo de imitación creada por Kokonoe combinando el cuerpo de la 11.º copia experimental de Saya con el alma de Nu-13, recuperado después de caer en las Puertas de Sheol. Kokonoe borró completamente su memoria y como resultado, Lambda-11 solo sigue órdenes de Kokonoe. A pesar de los esfuerzos de Kokonoe, Lambda aún conserva sentimientos hacia Ragna.

### Personajes lanzados en consola
- Mu-12  (μ-12- / μ -Núm. 12-): Noel, a habiendo sus poderes ciertos despertados. Ella es una unidad Murakumo perfecta  con la capacidad de poseer Kusanagi y tiene el objetivo de cumplir el deseo de Terumi: La destrucción de la unidad Sankishin: Amaterasu y el mundo. Aun así, en Central Fiction, Mu tomo las características de Noel y se convirtió en un ser diferente. Todo eso porque Noel era Amaterasu todo este tiempo mientras usaba el cuerpo de Mu como un anfitrión como Terumi usaba a Hazama.

### Lanzados como DLC en consola
- Makoto Nanaya: Otra compañera de la academia militar y mejor amiga de Noel, una ardilla parlante bastante hiperactiva y poca capacidad de poner atención. Ella es un personaje DLC que fue lanzado en PlayStarion Network y Xbox Live el 3 de agosto de 2010.
- Platinum la trinidad: Una chica joven con dos personalidades, Luna (una chica grosera y antipática) y Sena (un chico educado y gentil) cuando cambia de personalidad es muy notable. Al igual que Hazama, Platinum es un humano artificial creada para albergar el alma de Trinity Glassfield, una de los Seis Héroes. Platinum fue lanzada el 10 de mayo para el Xbox 360, y el 12 mayo para el PlayStation 3.
- Valkenhayn R. Hellsing: Apareció como un NPC en Calamity Trigger,  es uno  de los Seis Héroes quién sirvió a la familia Alucard por generaciones, siendo un anciano en apariencia pero protector con Rachel. Fue lanzado el 29 de septiembre en los EE. UU. y el 21 de septiembre en Japón para el PlayStation 3. Valkenhayn Estuvo fue lanzado para el Xbox 360 el 7 de diciembre después de un retraso.

### Personajes introducidos en la actualizaciónExtend
- Relius Clover: El socio de Hazama, Relius es el padre de Carl Clover y un Coronel en el departamento de desarrollo e investigación del NOL. Es el creador de las unidades Murakumo y el creador de Nirvana. Creó una copia de Nirvana usando a su esposa, Ignis.

## Lanzamiento
BlazBlue: Continuum Shift originalmente fue lanzado para los arcades japonesas el 20 de noviembre del año 2009.  Una versión de consola fue lanzada en Japón en 2010 junto con una edición limitada. Dos de sus versiones actualizadas fueron lanzadas tiempo después, las cuales estaban disponibles en PlayStation Portable, Nintendo 3DS, y PlayStation Vita.
El port de consola incluye nuevos escenarios, el modo Legión de la versión de PSP de Calamity Trigger, y renovó los escenarios originales. También se añadieron los modos desafío y tutorial, similares a Street Fighter IV que le enseña al jugador los conceptos básicos del juego. Adicionalmente, el juego recibió un balanceo de personajes, con la primera actualización siendo lanzada seis meses después del lanzamiento inicial. Esta versión incluye un personaje exclusivo para la versión de consolas: Mu-12, la verdadera forma de Noel Vermillion, llegó como jefe secreto y luchador desbloqueable: Makoto Nanaya fue lanzada el 3 de agosto de 2010.
La versión japonesa fue lanzada el primero de julio, únicamente con voces en japonés. La edición estándar fue lanzada en Estados unidos el 27 de julio de 2010, la cual incluía las voces en inglés y japonés. Una edición limitada fue lanzada en Japón, la cual incluye un nendoroid de Noel, un mini guion sobre la historia, un libro de artes y un póster. La editora europea Zen United confirmó en una entrevista con Neo Empire que Europa tendría una edición limitada de Continuum Shift. La edición limitada incluye un libro de artes de 96 páginas y 8 tarjetas que describían a los personajes y sus combos.
Por un tiempo limitado, una edición fan fue lanzada en la tienda de Zen United, limitada a 500 copias que incluían la edición limitada de Continuum Shift, el código del DLC de Makoto, el nendoroid de Noel , un arte hecho por el dibujante Alvin Lee y una alfombrilla para ratón de Taokaka. Aun así, en los Estados Unidos, la editora americana Aksys decidido no lanzar una edición limitada del juego debido a falta de tiempo en la producción. El tema del juego es ""Hekira no Sora e Izanaedo" (碧羅の天へ誘えど?  lit. "Invitation to the Blue Sky")", interpretado por KOTOKO.

### BlazBlue Continuum Shift II
La primera revisión de la edición de arcades de Continuum Shift, titulado BlazBlue: Continuum Shift II, fue lanzada para arcades el 9 de diciembre de 2010. Teniendo los personajes exclusivos de consolas, cambios y rebalanceos de personajes y cambios cosméticos y un cambio de anunciador.
Toshimichi Mori, el productor del juego, confirmó que Continuum Shift II había sido lanzado como una actualización gratuita para las versiones de PlayStation 3 y Xbox 360 de BlazBlue: Continuum Shift el 10 de mayo de 2011, para la versión japonesa y la inglesa de Xbox 360 el 12 de mayo de 2011, y para la versión japonesa delPlayStation 3. La versión americana de PS3 fue lanzada el 17 de mayo del 2011, y la versión europea fue lanzada el 25 de mayo del 2011.
Las versiones de PlayStation Portátil y Nintendo 3DS fueron lanzadas en Japón el 31 de marzo del 2011, que incluía todos los personajes descargables (Makoto Nanaya, Valkenhayn R. Hellsing, y Platinum la Trinidad) con más elementos de historia , un modo nuevo llamado "El Abismo" y equilibrio de personajes.
Una actualización de software para la versión de arcades japoneses de Continuum Shift II fue lanzada el 15 de julio del 2011. Incluía cambios en la información del jugador en la pantalla de VS, también permitía usar los escenarios de Calamity Trigger en el modo torneo. Otra actualización fue lanzada en invierno del 2011 que incluía cambios de balance y un nuevo personaje, Relius Clover.

### BlazBlue Continuum Shift Extend
BlazBlue: Continuum Shift Extend (originalmente titulado BlazBlue: Continuum Shift II Plus) fue anunciado para el PlayStation Vita en la E3 del 2011, y más tarde se confirmó una versión para el PlayStation 3 y Xbox 360. El juego presenta una versión actualizada del modo de Historia de Calamity Trigger llamado Blazblue Calamity Trigger Reconstruction; que incluía a Relius Clover como personaje jugable; cuatro nuevas historias para Platinum, Makoto, Valkenhayn, y Relius; un nuevo modo de juego llamado "Unlimited Mars"; movimientos especiales secretos para versiones diferentes de los personajes; y un mayor equilibrio. Además, el juego tenía una introducción animada producida por Production I.G. Así como una nueva canción llamada ""Sōkyū no Hikari" (蒼穹の光 Celestial Light?)" interpretada por Faylan. Aksys lanzó Continuum Shift Extend internacionalmente.
La versión de PlayStation Portátil fue lanzada el 31 de mayo de 2012, en Japón. Tenía un modo exclusivo llamado BBQ (BlazBlue Quiz) el cual no venía en otras versiones. Aun así, las otras versiones tenían la capacidad de jugar en línea, mientras que la versión de PSP está limitada a la red ad hoc, con soporte para dos a cuatro jugadores. El 14 de noviembre de 2014, el estudio H2 Interactive confirmó que el juego llegaría a la plataforma digital de Valve, Steam, siendo lanzado el 11 de diciembre de 2014, con la modalidad de juego en línea, a diferencia de la versión de Steam de Calamity Trigger el cual se le removió la posibilidad del juego en línea, debido al uso de Games for Windows - Live.
En Japón, BlazBlue: Continuum Shift Extend vendió 3,982 copias en PSP.

## Recepción
Gaming Bus califico el juego con un B+, citando a los tutoriales, el modo abismo, la historia, el gameplay, el ajuste de dificultad, el modo de juego "stylish" que permite a jugadores nuevos acercarse, capacidad de jugar en línea, un modo versus equilibrado, y a la banda sonora. Aclaran que el modo "unlimited mars" no es apto para los jugadores nuevos, ya que el juego obliga al jugador a tener un mayor tiempo de reacción, la curva de aprendizaje puede ser un poco empinada se trata de aprender a jugar contra otros jugadores.
| Puntuación | Puntuación |
| ---------- | --- |
| Compilador | Calificación |
| Metacritic | PS3: 87/100 X360: 85/100 3DS: 64/100 PSP: 77/100 VITA (Extend): 83/100 PS3 (Extend): 73/100 X360 (Extend): 79/100 |